# 井上雅人
井上 雅人（いのうえ まさと、1979年6月29日 - ）は、山形県新庄市出身のバリトン歌手である。二期会および日本声楽アカデミーの会員である。

## 来歴
山形県立山形北高等学校、東京芸術大学を卒業した。同大学院修士課程オペラ科を修了した。二期会オペラ研修所マスタークラス第50期を修了した。修了時に最優秀賞および川崎靜子賞を受賞した。声楽を大類雅子、志鎌綾子、平野忠彦、マリア・ホロパイネンに師事した。